# Eyholzer
Eyholzer ist eine autochthone Rotweinsorte des Schweizer Kantons Wallis. Die Rebsorte wird im Ortsteil Ort Eyholz bei Visp angebaut (0,18 Hektar, Stand 2018). Die klassische Reberziehungsmethode ist die Pergola. DNA-Analysen von José Vouillamoz haben bestätigt, dass der Eyholzer mit Rebsorten des italienischen Aostatals verwandt ist. Der Rotwein weist ein Johannisbeer-Aroma auf und ist sehr tanninreich.

## Herkunft
Der Eyholzer gehört zu einer Gruppe von Rebsorten, die sich in der geographischen Insellage der Alpenregionen Italiens und des Wallis in der Schweiz halten konnten. Zu dieser Gruppe gehören die folgenden Sorten:
- Rotweinsorten: Bonda, Cornalin d’Aoste, Cornalin du Valais, Crovassa, Durize, Eyholzer, Fumin, Goron de Bovernier, Mayolet, Ner d’Ala, Petit-Rouge, Prëmetta/Prié rouge, Roussin, Roussin de Morgex, Vien de Nus, Vuillermin.
- Weissweinsorten: Completer, Himbertscha, Humagne Blanche, Lafnetscha, Petite Arvine, Planscher, Prié Blanc, Resi.

## Synonyme
Hibou noir (Galet 1990) im Savoyen, nicht zu verwechseln mit dem Hibou Rouge (Galet 1990), Roter Eyholzer. Die aus dem Susa-Tal beschriebene Avana (Schneider & Mannini 2006) ist mit Hibou rouge (Galet 1990) identisch.

## Abstammung
autochthone Rebsorte im Wallis